# Gnathia fallax
Gnathia fallax är en kräftdjursart som beskrevs av Théodore Monod 1926. Gnathia fallax ingår i släktet Gnathia och familjen Gnathiidae. Inga underarter finns listade i Catalogue of Life.